# Wielka schizma zachodnia

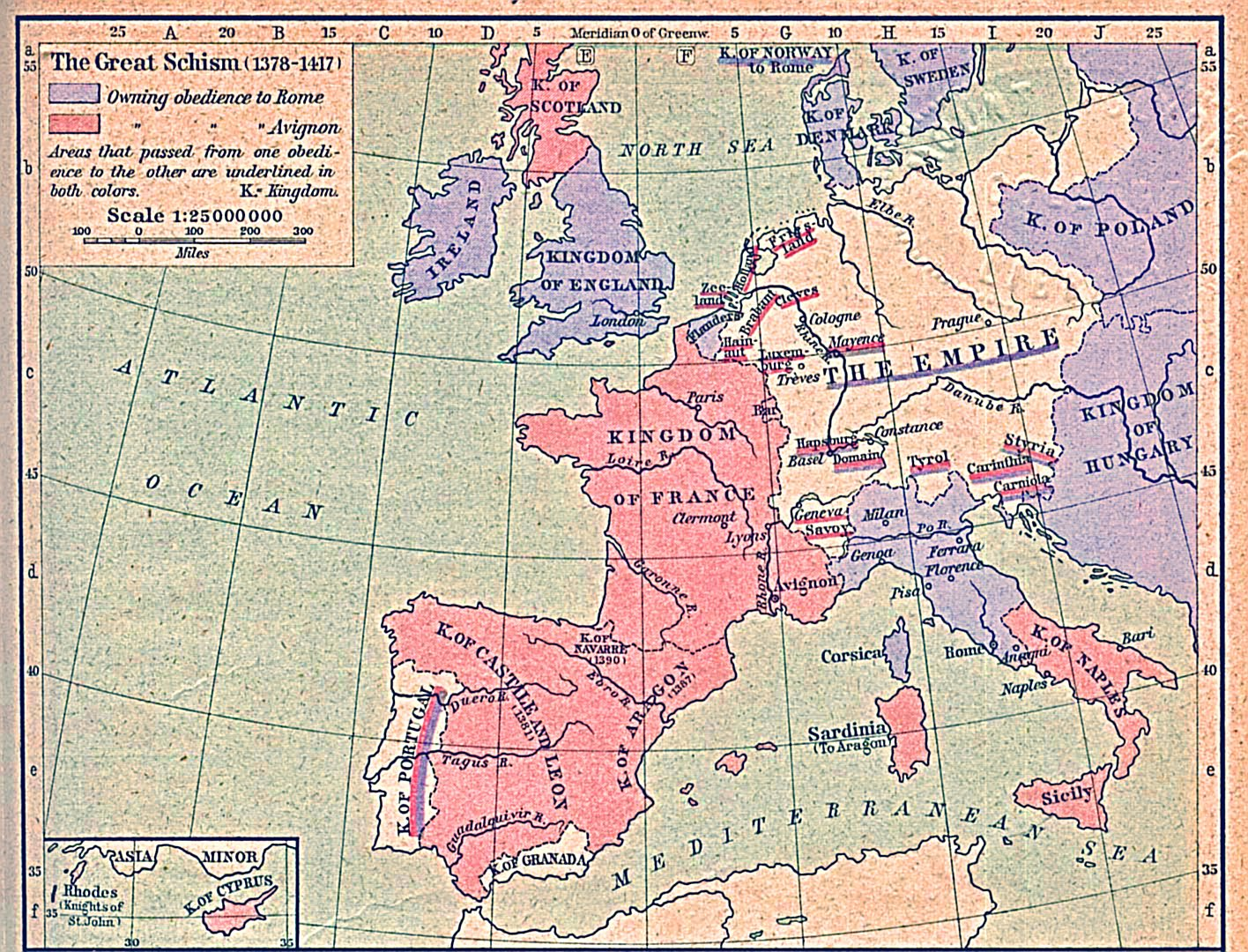
Mapa pokazująca kraje przyjmujące obediencję Awinionu (czerwony) i Rzymu (fioletowy) w czasie schizmy zachodniej.

Wielka schizma zachodnia (także schizma zachodnia, schizma papieska lub wielka schizma; samo określenie wielka schizma może być jednak używane także w odniesieniu do wielkiej schizmy wschodniej) – okres trwający od 1378 do 1417 roku, kiedy to brak zgody kardynałów, kierujących się głównie pobudkami politycznymi, powodował, że do tytułu głowy Kościoła katolickiego rościło sobie pretensje dwóch, a nawet trzech papieży jednocześnie.

## Geneza wielkiej schizmy
W roku 1309 papież Klemens V przeniósł siedzibę Kurii Rzymskiej do Awinionu na terenie hrabstwa Venaissin w Prowansji rozpoczynając okres tzw. niewoli awiniońskiej papieży. Jego kolejni następcy (Jan XXII, Benedykt XII, Klemens VI, Innocenty VI i Urban V) rezydowali do roku 1376 w Awinionie, jedynie Urban V w latach 1367–1370 na krótko powrócił do Rzymu. Wszyscy oni byli Francuzami popieranymi i uzależnionymi politycznie od monarchii francuskiej. Kuria Rzymska została zdominowana przez Francuzów, a w gronie kolegium kardynalskiego nasilały się spory pomiędzy frakcjami narodowymi (głównie francuską i włoską). Urząd papieski był wykorzystywany politycznie przez królów Francji, a w Kościele szerzyły się symonia, nepotyzm, rozwiązłość i brak dyscypliny. Skutkowało to stopniowym upadkiem autorytetu papiestwa. Dopiero Grzegorz XI powrócił w 1377 roku do Rzymu za namową Katarzyny ze Sieny (później ogłoszonej świętą).

## Początek schizmy
Kiedy po śmierci Grzegorza XI 27 marca w Rzymie, rozpoczęło się konklawe (8 kwietnia 1378), na ulicach Rzymu trwały protesty i apele, by nie wybrano Francuza. Zebrany tłum żądał wyboru Rzymianina lub Włocha, gdyż obawiał się powrotu papiestwa do Awinionu. Tego samego dnia, lud wtargnął do pałacu papieskiego i z trudem udało się go stamtąd usunąć. Po tym wydarzeniu, kardynałowie postanowili niemalże jednogłośnie wybrać arcybiskupa Prignano, arcybiskupa Bari, który przyjął imię Urban VI. Wątpliwe okoliczności wyboru oraz kontrowersyjne rządy Urbana VI spowodowały bunt większości kardynałów. Przeciwnicy Urbana VI zgromadzili się na zwołanym przez niego konsystorzu w Anagni, gdzie miało dojść do pojednania zwaśnionych stronnictw. Niezadowoleni buntownicy wobec braku ustępstw ze strony papieża przenieśli się do Fondi, gdzie 2 sierpnia wydali odezwę w której stwierdzali nieważność wyboru Urbana VI, jako dokonanego pod przymusem. 9 sierpnia wezwali papieża do ustąpienia, ale dalszy sprzeciw z jego strony doprowadził do tego, iż zbuntowani kardynałowie potwierdzili złożenie go z urzędu i odbyli drugie konklawe 1378 roku. 20 września wybrano a 21 września ogłoszono wybór kardynała Roberta z Genewy, byłego arcybiskupa Cambrai, który przybrał imię Klemens VII. Datę tę można uznać za początek wielkiej schizmy zachodniej.
Klemens VII ekskomunikował Urbana VI, ale nie udało mu się uzyskać powszechnego uznania ani też zdobyć zbrojnie Rzymu, mimo poparcia wielu krajów europejskich i Kurii Rzymskiej. W końcu musiał osiąść w Awinionie. W ten sposób Kościół katolicki podzielił się na dwie obediencje: rzymską i awiniońską, a poszczególne kraje deklarowały poparcie w stosunku do papieży rezydujących w Rzymie lub w Awinionie.
Rzymskich papieży uznawała Anglia, Dania, Flandria, Irlandia, Litwa (wprowadzająca od 1386 roku chrześcijaństwo), Norwegia, Polska, Szwecja, Święte Cesarstwo Rzymskie (w większości), Węgry, północne Włochy i zakon krzyżacki, a awiniońskich papieży uznawały Aragonia, Burgundia, Cypr, Francja, Kastylia i León, Nawarra, Sabaudia, Szkocja, Zakon Joannitów.
Niektóre z księstw Świętego Cesarstwa Rzymskiego w przeciwieństwie do samego cesarza deklarowały poparcie dla papieża awiniońskiego. Niektóre z nich w trakcie trwania wielkiej schizmy zmieniały popierane strony. Portugalia generalnie popierała Rzym, ale w trakcie kryzysu z lat 1383–1385 (tzw. portugalskie interregnum) pretendenci do tronu popierali przeciwne strony. Królestwo Neapolu początkowo popierało papieży awiniońskich, a później rzymskich.

## Sukcesja w poszczególnych obediencjach
15 października 1389 roku zmarł Urban VI. Wielu świeckich i duchownych z obu istniejących wówczas obediencji apelowało o wstrzymanie się z wyborem do czasu śmierci Klemensa VII lub o wybranie właśnie jego na wspólnego papieża. W konklawe 1389 roku, które rozpoczęło się 25 października uczestniczyli wyłącznie mianowani przez niego kardynałowie. 2 listopada wybrano neapolitańczyka Pietro Tomacellego, który wstąpił na tron jako Bonifacy IX. Poprawił on wizerunek papiestwa rzymskiego nadszarpnięty przez rządy Urbana VI, ale nie potrafił przywrócić jedności Kościoła katolickiego. Domagał się od awiniońskich papieży uznania swojej władzy w zamian za łaskę dla nich i ich stronników. Klemens VII i jego następca – Benedykt XIII – nie zgadzali się na takie warunki.
Urząd sprawował do swojej śmierci 1 października 1404. Śmierć Bonifacego IX także spowodowała nawoływanie o odstąpienie od wyboru następcy do czasu śmierci awiniońskiego konkurenta (którym wówczas był Benedykt XIII) lub o uznanie jego władzy. Zwolennikiem uznania Benedykta XIII był np. kardynał Ludovico Fieschi. Także tym razem zabiegi te zakończyły się niepowodzeniem. Poprzestano na spisaniu kapitulacji wyborczej zobowiązującej elekta do podjęcia wszelkich działań, łącznie z abdykacją, w celu zakończenia schizmy. Rzymskie konklawe 1404 roku rozpoczęło się 10 października i 17 października wybrało na papieża Cosimo Gentile Miglioratiego, który przybrał imię Innocenty VII. Sprawował on urząd do śmierci w dniu 6 listopada 1406 roku, w ciągu swojego dwuletniego pontyfikatu nie uczynił jednak wiele w tej kwestii.
Śmierć Innocentego VII ponownie spowodowała apele o zaczekanie z wyborem do śmierci Benedykta XIII lub uznanie jego władzy. Kardynałowie obediencji rzymskiej przystąpili jednak do konklawe podpisując kolejną kapitulację wyborczą zobowiązującą elekta do złożenia abdykacji w przypadku śmierci lub abdykacji Benedykta XIII, niemianowania nowych kardynałów ponad to, co konieczne do utrzymania równowagi z obediencją awiniońską oraz rozpoczęcia negocjacji z papieżem awiniońskim w ciągu trzech miesięcy od wyboru. Konklawe 1406 roku rozpoczęte 18 listopada wybrało wenecjanina Angelo Correra, który wstąpił na tron jako Grzegorz XII. Grzegorz XII, który także złamał swoje wyborcze obietnice, lecz podporządkował się ostatecznie rozstrzygnięciom soboru w Konstancji, składając abdykację na soborze w Konstancji 4 lipca 1415 roku.
Klemens VII zmarł w Awinionie 16 września 1394. Po śmierci Klemensa VII, podobnie jak po śmierci Urbana VI, apelowano o wstrzymanie się z wyborem do czasu śmierci Bonifacego IX lub o wybranie tego rzymskiego papieża przez kardynałów obediencji awiniońskiej, co zakończyłoby rozłam.
Również król Francji podejmował działania, aby zapobiec wybraniu nowego papieża w Awinionie, m.in. zobowiązując kardynałów pod przysięgą do rezygnacji z urzędu w razie wyboru. Przeważył jednak pogląd, że ekskomunikowany wcześniej przez Klemensa VII Bonifacy IX nie może zostać wybrany. Moc zdjęcia ekskomuniki ogłoszonej przez prawowitego (w ocenie kardynałów obediencji awiniońskiej) papieża posiadał tylko następca Klemensa VII. 28 września kardynałowie obediencji awiniońskiej zebrali się tam na konklawe 1394 roku i dwa dni później wybrali aragońskiego kardynała Pedro Martineza de Luna, który przybrał imię Benedykta XIII. Zobowiązano go jednak w podpisanej podczas konklawe kapitulacji wyborczej do dążenia wszelkimi siłami do zakończenia schizmy – w razie potrzeby także poprzez renuntiatio (abdykację).
Opór Benedykta XIII przed abdykacją spowodował, że w 1398 roku Francja i Kastylia wypowiedziały mu posłuszeństwo i pozbawiły dochodów podatkowych z tych krajów, w efekcie czego większość lojalnych wobec niego kardynałów wypowiedziała mu posłuszeństwo, uznając w dalszym ciągu jego duchową supremację. Benedykt XIII odmówił jednak abdykacji, umocnił się w Awinionie, gdzie był oblężony przez cztery lata. Ostatecznie zachłanność nowej francuskiej administracji spowodowała niezadowolenie wśród ludności i w marcu 1403 r. Benedyktowi podporządkowało się jego ponownie kolegium a następnie Francja i Kastylia.
| Papieże i antypapieże wielkiej schizmy zachodniej |
| ------------------------------------------------- |
|                                                   |

## Sobór w Pizie
Sytuacja zmieniła się znacząco w 1408, gdy większość kardynałów z obydwu obediencji wypowiedziało posłuszeństwo swoim papieżom (Benedyktowi XIII i Grzegorzowi XII). 23 kardynałów zwołało wspólnie sobór do Pizy na dzień 25 marca 1409 roku na którym zebrało się reprezentatywne grono ponad 300 biskupów, przedstawicieli kapituł katedralnych i uniwersytetów. Inicjatywa przezwyciężenia panującej w Kościele katolickim schizmy uzyskała wsparcie znacznej części świata katolickiego, zmęczonego przedłużającą się schizmą i brakiem dobrej woli ze strony obydwu pretendentów do tronu papieskiego.
Sobór zdetronizował niemogących się porozumieć papieży – Grzegorza XII i Benedykta XIII – uznając ich za heretyków. Równocześnie na konklawe zwołanym podczas soboru wybrano Pietro Philargiego na papieża (urzędującego pod imieniem Aleksander V). W efekcie powstała trzecia obediencja – pizańska. Aleksandra V i jego następcę – Jana XXIII – poparły: Anglia, Francja, Litwa, Polska, Portugalia, Skandynawia (państwa unii kalmarskiej: Dania, Norwegia, Szwecja), Święte Cesarstwo Rzymskie, Węgry, północne Włochy, Zakon Krzyżacki oraz łacińskie posiadłości w Grecji i na Cyprze, a nieco później także królestwo Neapolu. Wybór Aleksandra V, jak i jego następcy nie został uznany przez papieży rzymskiego i awiniońskiego. Aleksander V zmarł 3 maja 1410 roku w Bolonii, gdzie 14 maja rozpoczęło się konklawe 1410 roku, które 17 maja wybrało na papieża Neapolitańczyka – kardynała-diakona Baldassare Cossę. Wstąpił on na tron jako Jan XXIII. Sprawował formalnie swój urząd do 29 maja 1415 roku, kiedy to sobór w Konstancji pozbawił go stanowiska.

## Zakończenie schizmy na soborze w Konstancji
16 listopada 1414 roku rozpoczął się sobór powszechny w Konstancji zwołany przez Jana XXIII (pizańskiego następcę Aleksandra V), który w tym czasie cieszył się największym poparciem. Jednym z głównych zadań soboru było zakończenie wielkiej schizmy. Sobór sugerował wszystkim trzem urzędującym papieżom abdykację i wybór nowego. 2 marca 1415 roku sobór nakłonił Jana XXIII do wygłoszenia obietnicy dobrowolnego zrzeczenia się tronu, którą powtórzył w bulli wydanej 8 marca. 20 marca uciekł on jednak z Konstancji w obawie przed wysuniętymi przeciwko niemu oskarżeniami. Został jednak wkrótce schwytany i uwięziony a 29 maja sobór pozbawił go formalnie urzędu, czemu się podporządkował.
4 lipca 1415 roku pełnomocnicy rzymskiego papieża Grzegorza XII przeczytali zgromadzonym dokument zwołujący sobór. Papież rzymski – Grzegorz XII – nie chciał uznać soboru, którego sam nie zwołał, jednakże wybrał rozwiązanie kompromisowe i dla siebie zarazem honorowe – „zwołał” sobór, który już od dobrych kilku miesięcy obradował i zatwierdził z mocą wsteczną podjęte na nim decyzje. Uznanie tego dokumentu przez zgromadzonych było ukłonem w jego stronę. Od tego momentu decyzje soboru uznawane są oficjalnie przez Kościół katolicki. Uczestnicy po potwierdzeniu dokumentu zagłosowali za przyjęciem abdykacji Grzegorza XII. Sobór uznał także wszystkie dokumenty wydane przez Grzegorza. Po uzyskaniu jego oświadczenia, że nie będzie ubiegał się o tron papieski ustanowił go kardynałem-biskupem i legatem w Ankonie przyznając mu w Kościele pierwsze miejsce po przyszłym papieżu.
Pomimo podporządkowania się pizańskiego Jana XXIII i rzymskiego Grzegorza XII soborowym decyzjom o złożeniu ich z urzędu, awinioński Benedykt XIII odmawiał zrzeczenia się tytułu. Rezydował on wówczas w Peñíscola a poparcia udzielały mu Aragonia, Kastylia i León, Nawarra, Szkocja i hrabstwo Armagnac. Na przełomie lat 1416/1417 Aragonia, Kastylia i León oraz Nawarra przychyliła się do stanowiska soboru i 27 lipca 1417 roku sobór w Konstancji uznał Benedykta XIII za schizmatyka i ekskomunikował, pozbawiając go tym samym tytułu. Opuścili go też wszyscy popierający go kardynałowie. Szkocja trwała w swoim poparciu tylko do roku 1418. De facto i de iure pozbawiony władzy nie uznał swojej detronizacji aż do śmierci. Nie miało to jednak większego znaczenia praktycznego.
8 listopada podczas soboru w Konstancji rozpoczęło się dość wyjątkowe, ze względu na sposób głosowania, konklawe 1417 roku. Już po 3 dniach – 11 listopada – wybrano kardynała-diakona Oddone Colonnę, który wstąpił na tron Piotrowy jako Marcin V. Inauguracja jego pontyfikatu 21 listopada 1417 roku w Konstancji zakończyła formalnie okres wielkiej schizmy zachodniej.

### Dalsze losy obediencji awiniońskiej
Rezydujący w Peñiscoli koło Walencji Benedykt XIII nie uznał rozstrzygnięć soboru w Konstancji i do końca życia twierdził, że jest legalnym papieżem. Po jego śmierci (29 listopada 1422) trzech z czterech wiernych mu kardynałów wybrało w dniu 10 czerwca 1423 następcę, którym został Gil Sanchez Muñoz y Carbón i przybrał imię Klemens VIII. Klemens VIII był popierany początkowo przez hrabiego Armagnac Jana IV oraz króla Alfonsa V Aragońskiego. Pod naciskiem tego drugiego 26 lipca 1429 uznał władzę Marcina V i otrzymał od niego biskupstwo na Majorce.
Nieobecny na konklawe w 1423 w Peñiscoli kardynał Jean Carrier, archidiakon Rodez koło Tuluzy, nie uznał wyboru Klemensa VIII i w 1425 działając jako jednoosobowe Kolegium Kardynalskie wybrał zakrystiana Rodez – Bernarda Garniera – na papieża. Garnier przybrał imię Benedykta XIV, jednak elekcja ta nie została ogłoszona publicznie i dopiero w styczniu 1429 Carrier poinformował o niej hrabiego Armagnac Jana IV, swego protektora, nie ujawniając jednak tożsamości elekta. W tym samym roku Marcin V ogłosił krucjatę przeciwko hrabiemu Armagnac Janowi IV za popieranie schizmy. Wobec nacisków Rzymu hrabia w 1430 uznał Marcina V i definitywnie wyrzekł się schizmy.
Dalsze losy Bernarda Garniera, Jeana Carriera i ich stronników są niepewne. Jean Carrier został schwytany w 1433 i zmarł w więzieniu hrabiego Foix, do końca odmawiając uznania papieży Marcina V i Eugeniusza IV. Bernard Garnier natomiast od 1437 jest ponownie udokumentowany jako zakrystian w Rodez, a w 1450 podczas procesu przed parlamentem tuluskim zaprzeczył, by kiedykolwiek współpracował z kardynałem Jeanem Carrierem, więc przynajmniej oficjalnie musiał uznawać Marcina V i jego następców. Nieco inny obraz wyłania się jednak z protokołów przesłuchań rodziny Trahinier przed trybunałem inkwizycji w 1467. Trahinierowie twierdzili, że Garnier aż do swej śmierci (zm. w 1453 lub niedługo potem) sprawował potajemnie urząd papieski i mianował jednego kardynała, niejakiego Jeana Faralda. Po śmierci Garniera Farald wyznaczył na jego następcę Jeana Carriera (bratanka i imiennika kardynała), który przybrał imię Benedykt XV. Proces Trahinierów w 1467 jest jednak ostatnim śladem istnienia na południu Francji zwolenników awiniońskich papieży z okresu schizmy.

## Konsekwencje wielkiej schizmy
Wielka schizma zachodnia i związane z nią negatywne zjawiska doprowadziły do ujawnienia się licznych głosów krytyki pod adresem Kościoła katolickiego i papiestwa. Była niewątpliwym katalizatorem reformacji i okazją do szerzenia swoich tez przez jej prekursorów: Johna Wycliffe’a i Jana Husa. Schizma doprowadziła też do ustalenia Rzymu jako faktycznej, a nie tylko tytularnej, siedziby papieży.
Wśród historyków i teologów, a także znawców prawa kanonicznego nie ma zgody co do tego, którzy z panujących podczas wielkiej schizmy papieży mieli legalne prawo do posługiwania się tym tytułem. Kościół katolicki za prawowitych uznaje papieży obediencji rzymskiej (Urbana VI, Bonifacego IX, Innocentego VII, Grzegorza XII), papieży awiniońskich uznając za uzurpatorów. Wydaje się, że obecnie także papieże pizańscy nie są uznawani przez Watykan, jednakże aż do XX w. Annuario Pontificio ich wymieniało. Także wybrany w 1492 na papieża Rodrigo de Borgia y Borja przybrał imię Aleksander VI uznając niejako prawo do tytułu Aleksandra V. Sytuacja uznania dla papieży pizańskich staje się problematyczna, gdy na tron Piotrowy w 1958 roku wstąpił Angelo Giuseppe Roncalli i przybrał imię Jan XXIII co z kolei świadczy o nieuznawaniu obediencji pizańskiej za legalną przez Kościół katolicki.
Papieże obediencji awiniońskiej i pizańskiej są tradycyjnie nazywani antypapieżami.